# 米莱娜·奥尔谢夫斯卡
米莱娜·奥尔谢夫斯卡（波蘭語：Milena Olszewska，1984年5月21日—），波兰女子射箭运动员，主攻反曲弓。她曾代表波兰参加2012年、2016年和2020年夏季残疾人奥林匹克运动会射箭比赛，获得二枚铜牌。